# لینگلستاون (پنسیلوانیا)
لینگلستاون (به انگلیسی: Linglestown) یک منطقهٔ مسکونی در ایالات متحده آمریکا است که در شهرستان دافین واقع شده‌است. لینگلستاون ۹٫۹ کیلومتر مربع مساحت و ۶٬۳۳۴ نفر جمعیت دارد و ۱۶۴٫۵۹ متر بالاتر از سطح دریا واقع شده‌است.